# Massimiliano Lodron

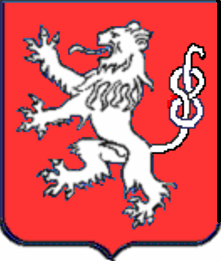
Stemma dei Lodron

Il conte Massimiliano Alar Valentino Settimo Lodron (20 aprile 1727 – 1796) è stato un presbitero, benefattore, mecenate italiano nonché reggente della Contea di Lodrone e delle Giurisdizioni di Castellano e Castelnuovo.

## Biografia
Massimiliano Alar Valentino Settimo Lodron nacque il 20 aprile del 1727, settimo figlio del conte Gerolamo Giuseppe Lodron (1694-1787) e di Anna Margherita von Wolkenstein (1694-1733).
Al contrario del fratello Domenico Antonio Lodron, uomo d'arme, Massimiliano abbracciò la carriera ecclesiastica. Studiò a Salisburgo, Strasburgo e a Roma.
Fu signore feudale di Lodrone e Castel Romano, conte di Cimbergo e signore di Val Vestino; senior dell'intero casato. Nel 1743 ordinò al parroco di Magasa la registrazione in un “Libro formato da me Ascanio Glisenti curato di Magasa per commando di s. e. rev.ma Massimigliano conte Lodrone arciprete di Villa dal quale chiaro appariscono le Messe fatte celebrare dalli eredi del q. molto rev.do sig.r d. Carlo Tonoli in esecuzione di suo testamento 31 ottobre 1691 e poi per obbligazione passata in detti eredi l'anno 1743. E perché  li medesimi eredi sono divisi in tre famiglie e cioè Bernardo q. Carlo, Giovanni Tonoli q. Bernardo di Magasa ed altro Giovanni Tonoli q. Carlo di Pedersano si è fatto cadauno nome il suo particolare registro”.

### Mecenate e benefattore
Nel 1751 diventò arciprete di Villa Lagarina subentrando, dopo la rinuncia, al fratello Sebastiano. Figura di mecenate, nel 1754 commissionò la pittura di 13 sancette votive. Canonico della cattedrale di Bressanone nel 1760 e della collegiata di Nives a Salisburgo, fu estimatore del musicista austriaco Wolfgang Amadeus Mozart, che conobbe personalmente, assieme al padre Leopold, nell'inverno del 1769, a Rovereto, mentre il famoso salisburghese intraprendeva il suo viaggio in Italia.
Sacerdote zelante e integerrimo amministratore delle Giurisdizioni di Castellano e Castelnuovo e della Contea di Lodrone-Val Vestino. Contribuì ai lavori di abbellimento della chiesa di Villa Lagarina. Fondò e elargì opere di assistenza in modo particolare per i poveri e le giovani. Dimorò tra Villa Lagarina, Bressanone e Salisburgo. Morì nel 1733.
Massone, fece parte degli Illuminati di Baviera (con il nome Numa Pompilio).